# BlackBerry OS
El BlackBerry OS fue un sistema operativo móvil de código cerrado desarrollado por BlackBerry, antigua Research In Motion (RIM); para los dispositivos BlackBerry. El sistema permite multitarea y tiene soporte para diferentes métodos de entrada adoptados por RIM para su uso en computadoras de mano, particularmente la trackwheel, trackball, touchpad y pantallas táctiles.
Su desarrollo se remonta la aparición de los primeros handheld en 1999. Estos dispositivos permiten el acceso a correo electrónico, navegación web y sincronización con programas como Microsoft Exchange o Lotus Notes aparte de poder hacer las funciones usuales de un teléfono móvil.
RIM estuvo en disputa con NTP Inc. la cual le acusaba de violar cinco patentes que pudo haber dejado sin servicio a sus usuarios en Estados Unidos (sobre tres millones). Las compañías llegaron a un acuerdo extrajudicial que solucionó la disputa en marzo de 2006 previo pago de 612 millones de dólares por parte de RIM.
El BlackBerry OS fue discontinuado después del lanzamiento del BlackBerry 10 en enero de 2013, continuando con el soporte de las versiones más antiguas hasta fines de 2013.

## Soporte
BlackBerry OS se puede encontrar en teléfonos móviles de la misma BlackBerry, y fue su sistema operativo por defecto hasta principios de 2013, cuando salió al mercado BlackBerry 10. BlackBerry OS tuvo soporte técnico hasta finales de ese año.

### Perdida de los servicios legado
El 9 de septiembre de 2020 se anunció que a partir del 4 de enero de 2022, BlackBerry OS en sus versiones 7.1 y anteriores y BlackBerry 10 ya no podrían conectarse al wifi o datos móviles, enviar SMS o llamar a números de emergencia de manera fiable, sin embargo también algunos servicios propios de BlackBerry como Blackberry link, el cliente de BlackBerry para PC o los correos electrónicos con los dominios myblackberry.com o service_provider_name.blackberry.com perderán algunas funcionalidades como la capacidad de bloquear dispositivos de forma remota y tendrán funcionalidad limitada, esto se debió a que la compañía estaba brindando servicios de software y seguridad a empresas y gobiernos en todo el mundo como parte de una transición a una empresa de software.

## Características
El OS BlackBerry está claramente orientado a su uso profesional como gestor de correo electrónico y agenda. Desde la cuarta versión se puede sincronizar el dispositivo con el correo electrónico, el calendario, tareas, notas y contactos de Microsoft Exchange Server además es compatible también con Lotus Notes y Novell GroupWise.
BlackBerry Enterprise Server (BES) proporciona el acceso y organización del correo electrónico a grandes compañías identificando a cada usuario con un único BlackBerry PIN. Los usuarios más pequeños cuentan con el software BlackBerry Internet Service, programa más sencillo que proporciona acceso a Internet y a correo POP3/IMAP/Outlook Web Access sin tener que usar BES.
Al igual que en el SO Symbian desarrolladores independientes también pueden crear programas para BlackBerry pero en el caso de querer tener acceso a ciertas funcionalidades restringidas necesitan ser firmados digitalmente para poder ser asociados a una cuenta de desarrollador de RIM.

## La historia de lanzamiento
Este artículo es la historia de la liberación de BlackBerry OS.
|  | Obsoleto |  | Descontinuado |  | Corriente |  | Beta |  | Próximas versiones |

| 1.1     | 01 de enero de 1999  | El debut del sistema operativo BlackBerry, lanzado para el Pager BlackBerry 850. |
| 3.6     | 04 de marzo de 2002  | Lanzado en el BlackBerry 5810. |
| 5.0     | 04 de agosto de 2009 | Fue liberado con el BlackBerry Bold (9000/8520) y llegó a la otros teléfonos inteligentes BlackBerry un corto tiempo después de su lanzamiento. |
| 6.0     | Q3 2010              | En abril de 2010, RIM anunció la versión de BlackBerry OS 6.0, que fue lanzado en el tercer trimestre de 2010. Esta versión incluía un nuevo navegador basado en WebKit. |
| 7.0     | Verano 2011          | Fue lanzado oficialmente en agosto de 2011, por lo que aparecieron en el BlackBerry Bold (9900/9930), BlackBerry Torch (9810/9850/9860) y el BlackBerry Curve (9350/9360/9370/9380). Cualquier teléfonos inteligentes con una versión anterior del sistema operativo BlackBerry no podían actualizarse a la versión 7.0.                             |
| 7.1     | 2012                 | Esta fue una actualización a la versión 7.0 y añadió varias características nuevas, incluyendo - Capacidad de crear un punto de acceso WiFi - Llamar a la gente a través de WiFi (si es compatible con su operador de telefonía móvil) - Capacidad para escuchar la radio FM (Sólo Curve) - Tag Blackberry (imágenes de compartición utilizando NFC) |
| Versión | Fecha de lanzamiento | Características / Información sobre |

## Disponibilidad
Mientras BlackBerry. desarrolla y libera actualiza versiones de su sistema operativo para apoyar a cada dispositivo, le corresponde a los vehículos individuales a decidir si y cuando se libera una versión para sus usuarios. Actualmente ya no cuenta con actualizaciones para la mayoría de sus dispositivos.
|  | Descontinuado |  | Aún vendidos |  | Próximas |

| Versión | Dispositivos compatibles: BlackBerry serie 8000                                                                                         |
| ------- | --- |
| 4.1     | BlackBerry 87xx 8700g/8700r//8700v/8703e/8707g/8707h/8707v                                                                              |
| 4.5     | BlackBerry Pearl 8100/8110/8120/8130/8130m, de la serie 87xx/88xx 8700/8800/8820/8830, además de BlackBerry Curve 8300/8310/8320/8330m. |
| 4.6     | BlackBerry Pearl Flip 8220/8230 |
| 5.0     | BlackBerry Curve 8330/8350i/8520/8530/8900/8910/8930/8950/8980.                                                                         |

| Versión | Dispositivos compatibles: BlackBerry 9000 series |
| ------- | --- |
| 5.0     | BlackBerry Bold 9000, BlackBerry Storm 9500/9530, BlackBerry Storm 2 9520/9550, BlackBerry Tour 9630. |
| 6.0     | BlackBerry Bold 9700/9650/9780/9788, BlackBerry Curve 9300/9330, BlackBerry Pearl 9100/9105, BlackBerry Style 9670, y BlackBerry Torch 9800.                                                                 |
| 7.0     | BlackBerry Bold 9790/9900/9930, BlackBerry Porsche Design P'9981, BlackBerry Curve 9310/9315/9320/9350/9360/9370/9380/9210/9220. y BlackBerry Torch 9810/9850/9860, BlackBerry Nextel 9620, BlackBerry 9720. |
| 7.1     | BlackBerry Bold 9790/9900/9930, BlackBerry Porsche Design P'9981, BlackBerry Curve 9310/9315/9320/9350/9360/9370/9380/9210/9220. y BlackBerry Torch 9810/9850/9860, BlackBerry Nextel 9620, BlackBerry 9720. |